# Marie-Côme-Gaston Schmitt
Marie-Côme-Gaston Schmitt, francoski general, * 1882, † 1966.